# Eichelmast

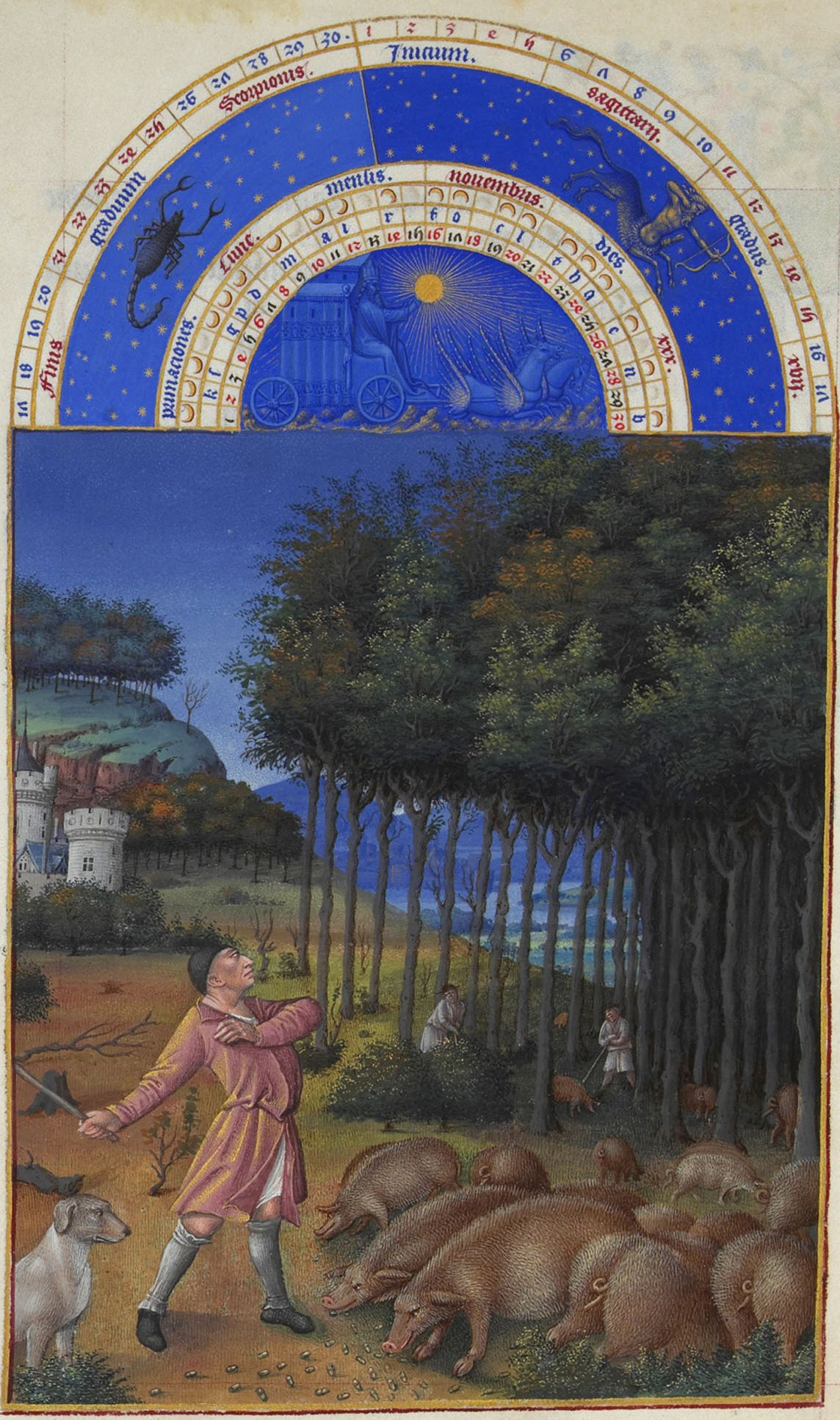
Die Novemberszene im Stundenbuch Très Riches Heures des Duc de Berry, der berühmtesten Buchmalerei des französischen Mittelalters, zeigt den Austrieb der Schweine in den Wald für die Versinnbildlichung des Herbstes.

Die Eichelmast, in deutschsprachigem Gebiet verbreitet auch Eckerich genannt, war in Mitteleuropa eine bis ins 19. Jahrhundert weit verbreitete landwirtschaftliche Praxis. Hausschweine wurden in die Wälder getrieben, damit sie sich dort an Eicheln, Bucheckern und Kastanien satt fraßen. Dabei bezeichnete das Wort Mast ursprünglich die als Viehfutter dienenden Baumfrüchte. Später wurde es auf Eicheln und Bucheckern als Schweinefutter eingeschränkt. Heute wird das Wort Mast allgemein für das „Fettmachen“ von Tieren verwendet. Daneben wurde die Samenproduktion der Eichen und Buchen beispielsweise als Eckerich, Ecker, Äcker oder Acker bezeichnet. Daraus leitete sich der Acker aus landwirtschaftlicher Sicht ab.

## Geschichte

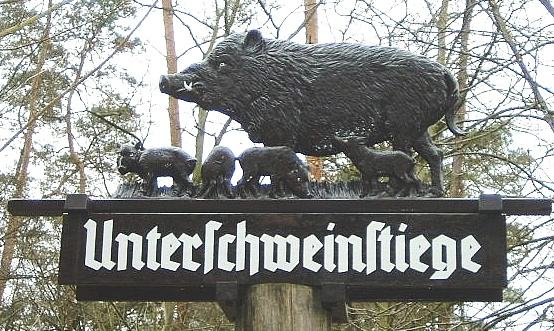
Ortsnamen zeugen noch von der Mästung in den Wäldern, hier im Frankfurter Stadtwald

Bereits im Frankenreich der Karolinger wurde der Wert eines Waldes danach beurteilt, wie stark er zur Weidewirtschaft genutzt werden konnte. Die Bewertung des Waldes nach seiner Weidekapazität setzte sich bis ins frühe 19. Jahrhundert fort. Forstwirtschaftliche Lehrbücher berechneten den Wert eines Eichenwaldes nicht nach dem mutmaßlichen Holzertrag, sondern nach dem kapitalisierten Eichelerlös, dem Dehme.
Das Mastungsrecht war ein bereits mittelalterliches Recht, durch welches festgeschrieben war, wer in einem bestimmten Waldstück Schweine zur Mast eintreiben durfte. Es war losgelöst von anderen Rechten veräußerlich. In Ländern wie beispielsweise der Schweiz, in denen der Wald in Gemeindebesitz war, war genau festgelegt, wer wie viele Schweine in den Wald treiben durfte. Dies hing häufig auch davon ab, wie es um den Fruchtansatz der Eiche bestellt war. In Jahren der Vollmast konnten alle Schweine im Wald geweidet werden, in Jahren mit nur magerem Fruchtansatz waren es nur ausgewählte Tiere. Im englischen Sprachbereich beinhaltet der Ausdruck Commons (deutsch Allmende) ein der Krone oder der Gemeinde gehöriges Waldstück, welches zur Eichel- oder Ahornmast zur Verfügung stand.

## Auswirkungen

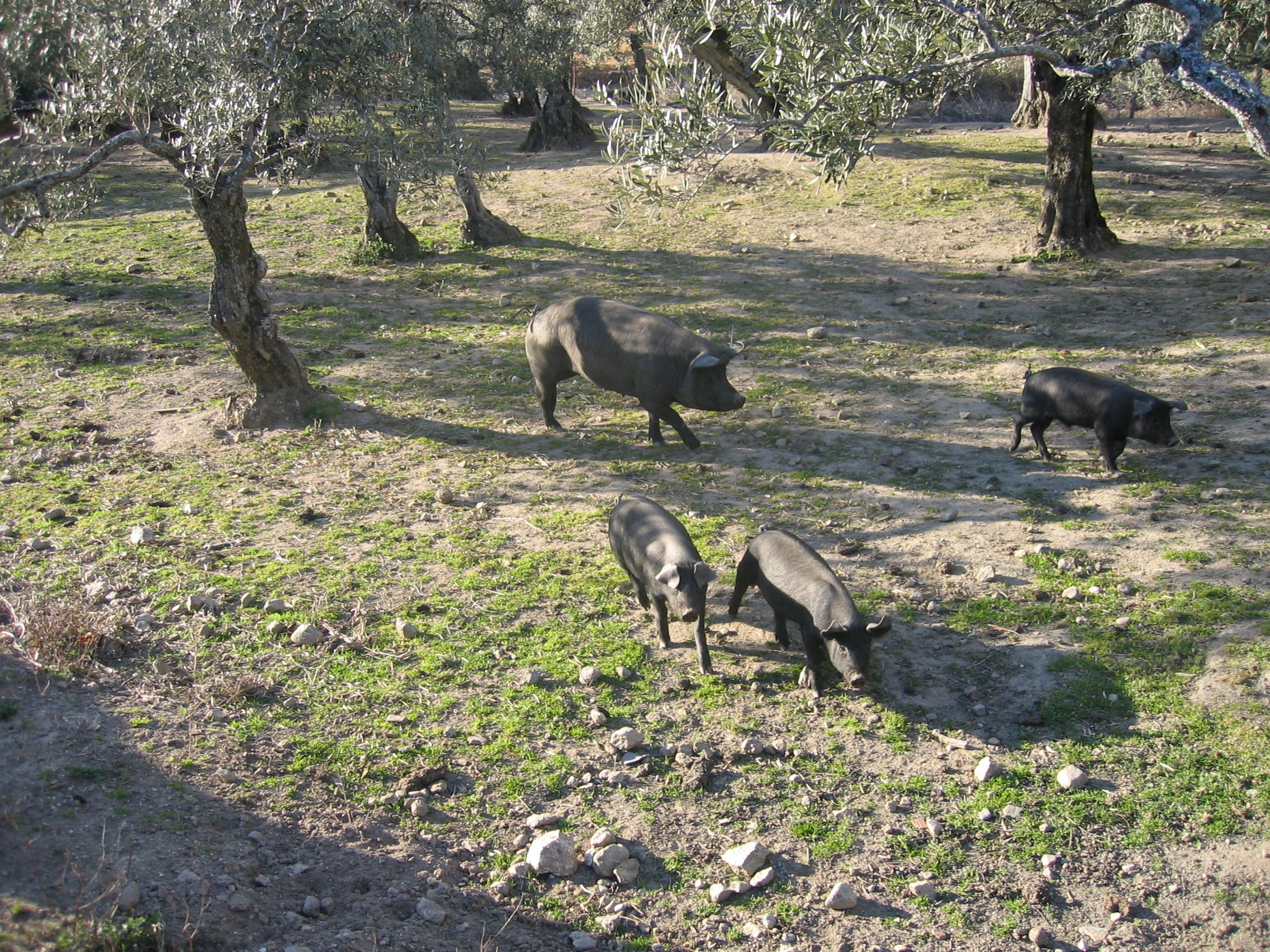
Iberische Schweine in einem Olivenhain in Südspanien

Die Eichelmast trug auch dazu bei, dass das Hausschwein lange Zeit dem Wildschwein glich, da die Sauen sehr häufig durch Keiler gedeckt wurden. Auf Darstellungen bis zum Ende des 18. Jahrhunderts ist es als ein hochbeiniges Tier dargestellt, das einen gewölbten Rücken hat und dessen Fettansatz offensichtlich sehr gering ist. Erste moderne Hausschweinrassen haben sich erst allmählich im Verlauf des 19. Jahrhunderts ausgebildet. Die meisten Hausschweinrassen haben ihren Ursprung im 20. Jahrhundert.
Die Beweidung durch Schweine hatte maßgeblichen Einfluss auf das Aussehen des Waldes. Es waren mehr oder weniger lockere Haine mit mächtigen Kronen, wie sie für freistehende Eichen typisch sind. Eine natürliche Waldverjüngung konnte durch den Schweinetrieb nicht aufkommen. Eichen, die in einem natürlich gewachsenen Wald durch die Rotbuche verdrängt worden wären, wurden durch diese Bewirtschaftungspraxis (die sogenannte Hutewälder entstehen lässt) besonders gefördert.
Eine Mast ausschließlich in Buchenbeständen bewirkte ein weiches Schweinefett mit etwas tranigem Geschmack, in Eichenwäldern hingegen ein eher derbes Fett. Die sogenannte Schmalzweide, eine Weide in einem etwa gleichteiligen Bestand mit Buchen und Eichen, ergab nach Meinung der Bauern den besten Schinken.

## Eichelmast heute
Heute noch bekannt ist die Eichelmast in Südspanien und Portugal bei dem oft halbwild gehaltenen und in Korkeichen- und Steineichenhainen (Dehesas/Montados) gemästeten Iberischen Schwein, das den bekannten iberischen Eichelschinken (Jamón Ibérico de Bellota) liefert. Weitere Beispiele für existierende Formen der Waldweide in Europa mit Schweinen sind die Weide von Bindenschweinen in Mittelitalien und die Beweidung der Saveauen mit Wollschweinen (Mangalitza, Turopolje) in Kroatien.
Im deutschsprachigen Raum gibt es in jüngerer Zeit vermehrt Eichelmast als alternative Form der Schweineproduktion.

## Mastungsrecht
Mastungsrecht bezeichnete im 19. Jahrhundert das verbriefte Recht, Vieh, meist Schweine, zur Mast beziehungsweise zur Weide in Wälder zu treiben. Grundsätzlich besaß der Eigner des Waldes dieses Recht. Es konnte jedoch auch losgelöst veräußert beziehungsweise zugesprochen werden. Im Wald fraßen die Hausschweine beispielsweise Bucheckern oder Eicheln. Das Mastungsrecht war Teil des Weiderechts. Das Mastungsrecht bestand seit dem Mittelalter bis in die Neuzeit. Im Allgemeinen Landrecht für die Preußischen Staaten war es in Paragraph 69 geregelt.

## Mythologie
Ein Streit um die besten Eichelmast-Gebiete führt in der irischen Legende De chophur in da muccida („Von der [Verwandlung?] der beiden Schweinehirten“) zu einem Zauberwettstreit zwischen den Schweinehirten von Connacht und Munster – dies ist eine Remscéla („Vorgeschichte“) der Ulster-Hauptsage Táin Bó Cuailnge („Der Rinderraub von Cooley“).